# Earl Jones (atleta)
Earl Jones (Chicago, 17 luglio 1964) è un ex mezzofondista statunitense.

## Biografia
Vinse la medaglia di bronzo negli 800 m piani ai Giochi olimpici di Los Angeles 1984, finendo terzo dietro a Joaquim Cruz e Sebastian Coe con il tempo di 1'43"83.
Durante i trials olimpici statunitensi, svoltisi ad inizio estate del 1984, Jones vinse gli 800 metri, battendo sul filo Johnny Gray: entrambi gli atleti ottennero il tempo di 1'43"74, battendo così il record statunitense di Rick Wohlhuter.
Nel 1985 Jones vinse gli 800 metri ai Campionati NCAA all'aperto (in 1'45"12) e nel 1986 migliorò ulteriormente il suo record personale portandolo a 1'43"62 al Meeting di Zurigo.

## Altre competizioni internazionali
1986
- Oro all'Athletissima ( Losanna), 1000 m piani - 2'18"84
- Bronzo alla Grand Prix Final ( Roma), 800 m piani - 1'47"16
- Oro ai Bislett Games ( Oslo), 800 m piani - 1'44"70
- 4º al Memorial Van Damme ( Bruxelles), 800 m piani - 1'45"11
- Bronzo al Golden Gala ( Roma), 800 m piani - 1'47"16